# Szudán az 1960. évi nyári olimpiai játékokon
Szudán az olaszországi Rómában megrendezett 1960. évi nyári olimpiai játékok egyik részt vevő nemzete volt. Az országot az olimpián 4 sportágban 10 sportoló képviselte, akik érmet nem szereztek. Szudán első alkalommal vett részt az olimpiai játékokon.

## Atlétika
Férfi
| Versenyző       | Versenyszám | Előfutam      | Előfutam      | Negyeddöntő | Negyeddöntő | Elődöntő | Elődöntő | Döntő   | Döntő    |
| Versenyző       | Versenyszám | Idő           | Hely.         | Idő         | Hely.       | Idő      | Hely.    | Idő     | Helyezés |
| --------------- | ----------- | ------------- | ------------- | ----------- | ----------- | -------- | -------- | ------- | -------- |
| Hamdan El-Tayeb | 100 m       | 11,1          | 6.            | kiesett     | kiesett     | kiesett  | kiesett  | kiesett | kiesett  |
| Isaac Elie      | 110 m gát   | nem ért célba | nem ért célba | kiesett     | kiesett     | kiesett  | kiesett  | kiesett | kiesett  |

## Ökölvívás
| Versenyző         | Versenyszám  | Selejtező         | 32-es főtábla              | Nyolcaddöntő      | Negyeddöntő       | Elődöntő          | Döntő             | Helyezés |
| Versenyző         | Versenyszám  | Ellenfél Eredmény | Ellenfél Eredmény          | Ellenfél Eredmény | Ellenfél Eredmény | Ellenfél Eredmény | Ellenfél Eredmény | Helyezés |
| ----------------- | ------------ | ----------------- | -------------------------- | ----------------- | ----------------- | ----------------- | ----------------- | -------- |
| Sayed Abdel Gadir | Pehelysúly   |                   | Phil Lundgren (GBR) · 0-5  | kiesett           | kiesett           | kiesett           | kiesett           | 17.      |
| Mohamed Rizgalla  | Kisváltósúly | erőnyerő          | Sayed El-Nahas (RAU) · RSC | kiesett           | kiesett           | kiesett           | kiesett           | 17.      |
| Mohamed Faragalla | Váltósúly    | erőnyerő          | James Lloyd (GBR) · KO     | kiesett           | kiesett           | kiesett           | kiesett           | 17.      |

## Sportlövészet
Férfi
| Versenyző   | Versenyszám                    | Selejtező | Selejtező | Selejtező | Döntő   | Döntő    |
| Versenyző   | Versenyszám                    | Csoport   | Pont      | Helyezés  | Pont    | Helyezés |
| ----------- | ------------------------------ | --------- | --------- | --------- | ------- | -------- |
| Basha Bakri | Szabadpuska, összetett (300 m) | A         | 421       | 20.       | kiesett | 39.      |
| Omar Anas   | Szabadpuska, összetett (300 m) | B         | 394       | 19.       | 812     | 37.      |
| Omar Anas   | Sportpuska, összetett          | B         | 381       | 37.       | kiesett | 73.      |
| Omar Anas   | Sportpuska, fekvő              | A         | 351       | 42.       | kiesett | 82.      |
| Gibreel Ali | Sportpuska, fekvő              | B         | 357       | 40.       | kiesett | 80.      |
| Gibreel Ali | Sportpuska, összetett          | A         | 454       | 36.       | kiesett | 72.      |

## Súlyemelés
| Versenyző        | Versenyszám | Nyomás   | Nyomás   | Szakítás | Szakítás | Lökés    | Lökés    | Összesen | Helyezés |
| Versenyző        | Versenyszám | Eredmény | Helyezés | Eredmény | Helyezés | Eredmény | Helyezés | Összesen | Helyezés |
| ---------------- | ----------- | -------- | -------- | -------- | -------- | -------- | -------- | -------- | -------- |
| Ibrahim Mitwalli | 67,5 kg     | 85,0     | =28.     | 72,5     | 29.      | 105,0    | 27.      | 262,5    | 25.      |
| Mirza Adil       | 75 kg       | 90,0     | 23.      | 85,0     | 21.      | 115,0    | 20.      | 290,0    | 20.      |